# الشفاء بنت الحارث
الشفاء بنت عبد الله بن عبد شمس العدوية القرشية (توفيت حوالي 20 هـ/640 م) هي صحابية جليلة من أوائل المهاجرات في الإسلام. كانت تُجيد القراءة والكتابة في الجاهلية، وعلمت السيدة حفصة بنت عمر الكتابة بعد الإسلام.
بالإضافة إلى ذلك، كانت الشفاء طبيبة ماهرة، اشتهرت بعلاج الأمراض الجلدية في زمن النبي محمد صلى الله عليه وسلم. كان النبي يزورها ويستريح في بيتها، ومنحها دارًا في المدينة المنورة. كما كان الخليفة عمر بن الخطاب يقدر رأيها ويقدمها في المشورة، ويُقال إنه ولاها مسؤولية سوق المدينة.
تُعد الشفاء بنت عبد الله مثالًا للمرأة المسلمة المتعلمة والمشاركة بفعالية في مجتمعها، سواء من خلال تعليم الكتابة أو ممارسة الطب، مما يعكس دور المرأة البارز في صدر الإسلام.